# Kubrat (Stadt)
Kubrat (bulgarisch: Кубрат) ist eine Kleinstadt mit gut 5000 Einwohnern im Oblast Rasgrad im Nordosten Bulgariens.

## Geografie

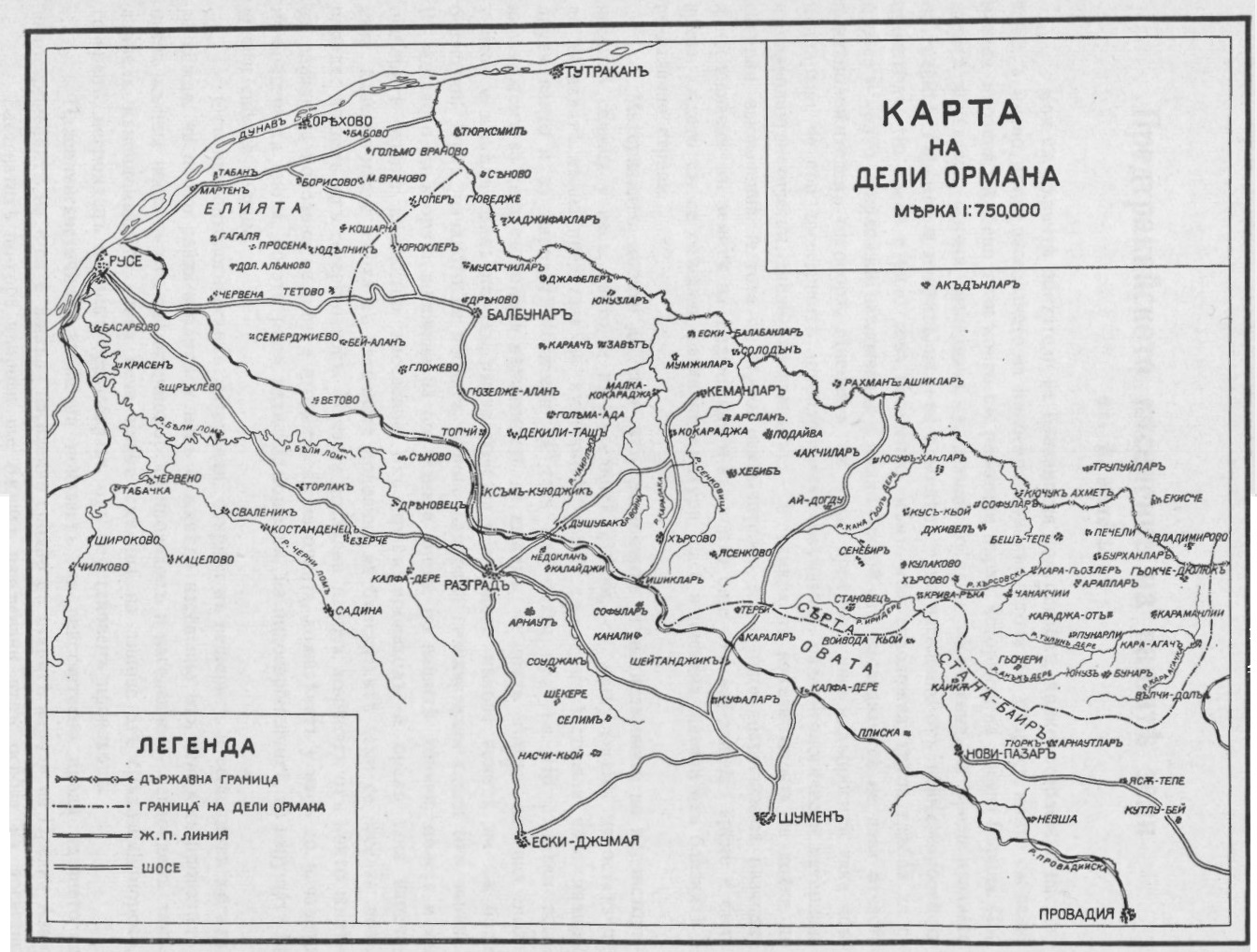
Ludogorie

Kubrat liegt am Nordrand der Hügellandschaft Ludogorie in der Donautiefebene auf halbem Weg von der Oblast-Hauptstadt Rasgrad im Süden nach Tutrakan, die beide ebenso wie Russe im Westen jeweils etwa 40 km entfernt sind.

## Geschichte
Ausgrabungen weisen auf Siedlungsspuren von vor mehr als 4.000 Jahren hin.
Im 7. Jahrhundert war die ethnische Zusammensetzung slawisch-protobulgarisch. Die Siedlung existierte bis zum Fall Bulgariens unter osmanischer Herrschaft im 14. Jahrhundert.
Die früheste schriftliche Erwähnung der zu Beginn des 15. Jahrhunderts gegründeten Siedlung Balbunar (Балбунар) stammt aus dem Jahr 1624.
Die Einwohner der umliegenden Dörfer mussten dabei Wasser aus Balbunar (Kupferbrunnen) erwerben, da sie ihre eigenen Brunnen nicht weiter nutzen durften.
Ende des 19. Jahrhunderts wurden eine Grundschule und ein Gemeindezentrum gegründet. Zu dieser Zeit gehörte das Gebiet noch zum Okrag Russe.

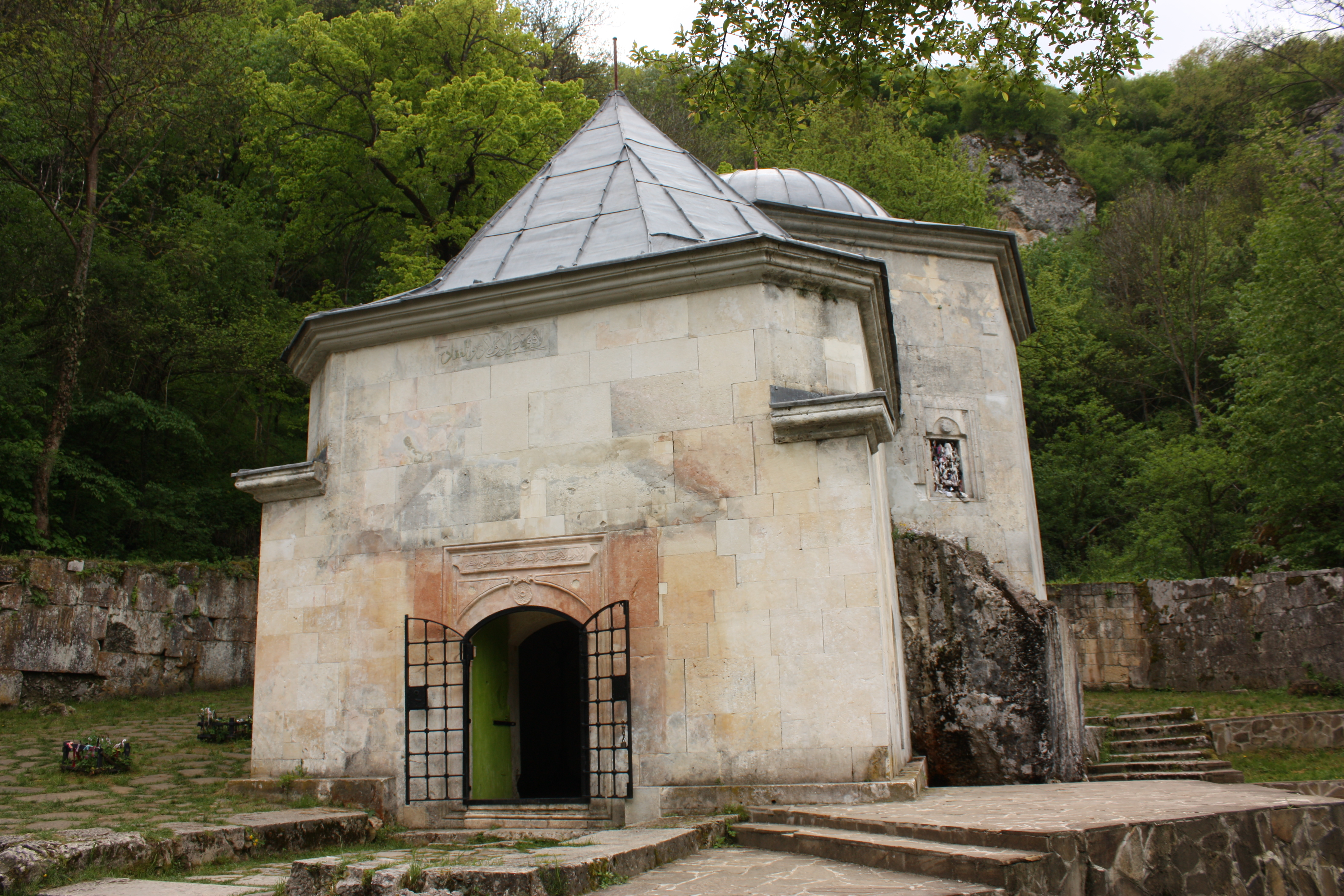
Das Demir Baba Tekke

1934 wurde der Ort zu Ehren des Gründers des Großbulgarischen Reichs, dem Khan Kubrat umbenannt.
Im Spätsommer 1944 zog die 46. Armee (Rote Armee) in der Folge Operation Jassy-Kischinew in Kubrat ein.
1949 wurde Kubrat zur Stadt erklärt. Im Jahr 1955 wurde das Dorf Drjanowo dem Gebiet der Stadt Kubrat zugeschlagen, der auch das Dorf Terter angehört.
Heute lebt in Kubrat ein erwähnenswerter Anteil der türkischen Minderheit mit alevitischen Glauben.

## Sehenswürdigkeiten

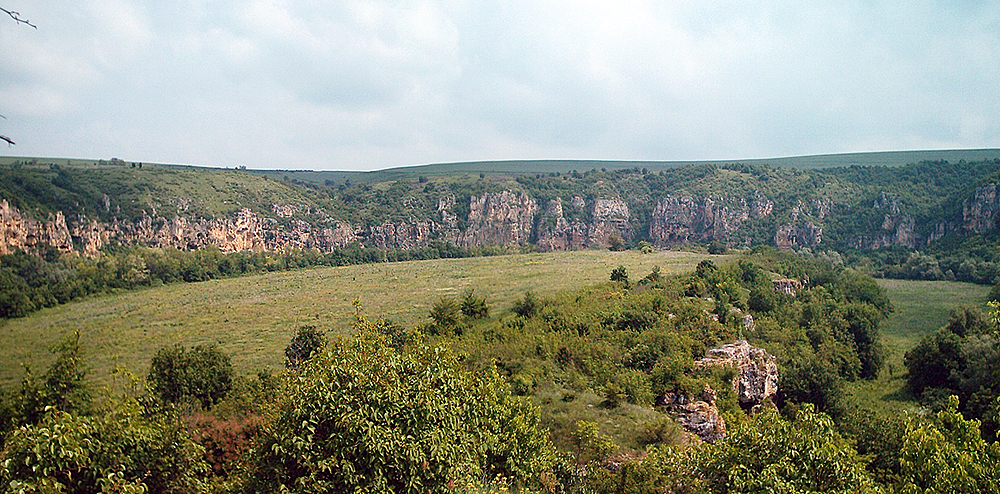
Russenski Lom

Etwa 20 km östlich nahe Isperich liegen das Grab-Mausoleum Demir Baba Teke aus dem 17. Jahrhundert, das die religiösen Einflüsse der Bektaschi zeigt, sowie sunnitische, christliche und heidnische Traditionen aufweist, sowie das Thrakergrab von Sweschtari, beides UNESCO-Weltkulturerbe.
In westlicher Richtung, kurz hinter Wetowo, liegt in ähnlicher Entfernung der Naturpark Russenski Lom, der sich ebenfalls auf der Tentativliste der UNESCO befindet.

## Städtepartnerschaften
Kubrat unterhält seit 2003 eine Städtepartnerschaft mit  Åmål,  Dalsland, Schweden
und seit 2021 mit Nilüfer in  Bursa, Türkei.

## Persönlichkeiten
- Lili Ivanova (* 1939), Estrada-Sängerin
- Tajbe Jussein (* 1991), Ringerin
- Stefan Kalinow (* 1961), Handballer
- Polina Trifonowa (* 1992), Tischtennisspielerin